# Аволе Ароганган
Аволе Ароганган (д/н — 1796) — 29-й алаафін (володар) держави Ойо в 1789—1796 роках.

## Життєпис
Був стриєчним братом алаафіна Абіодуна, після смерті якого 1789 року здобув владу. Втім через надто м'який і слабкий не зміг утримати авторитет правителя серед знаті та військовиків. Невдовзі почалися заворушення в провінціях, залежні держави також повстали. В результаті імперія почала розпадатися. Також ситуацію погіршило рішення Французької республіки 1794 року скасувати рабство, внаслідок чого французькі судна стали полювати на інші судна, що перевозили рабів.
За цих обставин проти алаафіна виступив Афонджа, ареон-каканфа (на кшталт фельдмаршала), що зібрав значні сили в Ілоріні. Цей конфлікт також не додав міцності держави. Зрештою на бік Афонджи перейшов басорун (перший міністр), а потім оні-кої (очільник кінної гвардії). В результаті столицю Ойо-Іле було оточене. 1796 року не маючи змоги протидіяти ворогові Аволе Ароганган наклав на себе руки, проклявши очільників заколоту. Новим алаафіном було поставлено Абедо.